# Desa Jambudipa (administrativ by i Indonesien, lat -6,87, long 107,08)
Desa Jambudipa är en administrativ by i Indonesien.   Den ligger i provinsen Jawa Barat, i den västra delen av landet, 80 km söder om huvudstaden Jakarta.